# Chanverrie
Chanverrie é uma comuna francesa na região administrativa do País do Loire, no departamento da Vendeia. Estende-se por uma área de 59.41 km². Em 2010 a comuna tinha 5 620 habitantes (densidade: 94,6 hab./km²).
Foi criada em 1 de janeiro de 2019, a partir da fusão das antigas comunas de La Verrie (sede da comuna) e Chambretaud.